# Aretalogia
Il termine aretalogia indica, negli studi moderni, o un genere letterario o un particolare tipo di preghiera o inno. Le possibili definizioni, però, non si basano sulle attestazioni della parola aretalogia, sia in greco, sia in latino, quanto piuttosto sul sostantivo aretalogus, cioè colui che narra un'aretalogia.

## Testimonianze antiche del termine

### In greco
Il termine ἀρεταλογία ha soltanto due occorrenze, nella letteratura antica: la prima, di datazione incerta tra I e II secolo a.C., appartiene ad un libro della Bibbia, il Jesus Sirach (1); la seconda ed ultima, decisamente più tarda, appartiene al IV secolo d.C., periodo a cui la critica fa risalire l'opera di Manetone Astrologo. 
Nel primo caso, il contesto in cui il termine è attestato ha dato luogo a molte proposte differenti di interpretazione, da maestà ad elogio, ma è sicuro il contesto divino e sacrale della frase.(2)  
Nel secondo caso, il termine, in un contesto in cui si tratta di ciarlatani ed imbroglioni, sembra richiamare il significato attribuito al termine dagli unici due autori latini che lo utilizzano, Svetonio e Giovenale. 

### In latino
Svetonio, nel parlare dei costumi di Augusto per quanto attiene alla vita sociale e, in particolare, ai banchetti, conclude: “[...] Interponeva alle portate lettori, istrioni, ballerini del circo e, molto spesso, aretaloghi”.(3)
In Giovenale,  l'espressione è mendax aretalogus che indica indubbiamente un utilizzo profano del termine: si può facilmente intendere che in questi casi con la parola aretalogia si intenda un racconto, scevro di contenuto sacrale, che può essere anche falso. (4)
Il termine sembra molto recente, non essendo attestato prima del II secolo a.C.; esso, inoltre, è talmente poco utilizzato nella letteratura antica da impedire una sua chiara traduzione ed è anche presente in contesti a tal punto differenti da non lasciar comprendere a quale sfera esso appartenga in origine, se sacrale o profana.

## Analisi del termine negli studi moderni

### Gli studi dei primi anni del Novecento
Anche l'analisi linguistica della parola non consente una spiegazione univoca della sua funzione. Due studi, in particolare, sono stati condotti riguardo all'effettivo significato del termine aretalogia nell'antichità, e ad essi rimando per una trattazione esaustiva dell'argomento: il primo, ed il più datato, è il testo del Reitzenstein, Hellenistische Wunderzählungen(5), in cui, tramite un'analisi accurata dei termini aretalogo ed aretalogia, lo studioso giunge alla conclusione che si possono chiamare aretalogici quegli inni in cui sia presente un elenco, quanto si vuole ampio e dettagliato, delle facoltà, o delle ἀρεταί, di una divinità. Il secondo è il testo del Kiefer, Aretalogische Studien,  che raccoglie ed analizza tutte le testimonianze antiche sull'utilizzo della famiglia lessicale del termine.(6)
L'enciclopedia Pauli-Wissowa non contiene questo termine, a cui è preferito il più testimoniato aretalogus.(7)  Il termine, dunque, di scarsa attestazione nell'antichità, non ha riscosso un grande successo nemmeno in epoca moderna, nonostante una certa abbondanza di studi nel periodo compreso tra la seconda metà dell'Ottocento e la metà del Novecento.(8) 
Il vocabolo è stato utilizzato nel modo in cui più risulta semplice una sua traduzione, una volta scomposte le sue parti.(9) Possiamo, infatti, intendere aretalogia, molto banalmente, come “racconto di virtù, o di meriti, o di onori”, che è la traduzione più semplice del termine, scomposto in ἀρετή e λόγος, una volta superata la difficoltà della α finale della prima parola, generalmente interpretata come un retaggio dorico del termine, coniato, forse, attorno al santuario di Epidauro.  Questa interpretazione è quella che ha indubbiamente riscosso più successo tra gli studiosi che si sono occupati di aretalogia negli ultimi anni, probabilmente proprio perché, su questa base, il riconoscimento dei testi individuati da questa etichetta diventa intuitivo.
Attraverso questa semplice definizione, quasi tutti i testi che sono stati nel tempo ritenuti come appartenenti a questo genere sono ugualmente inquadrati.
Molte aretalogie di questo tipo sono pronunciare alla prima persona, secondo il cosiddetto Ich-Stil, di cui l'esempio latino più famoso è costituito dal libro XI delle Metamorfosi di Apuleio, in cui sono presenti tre aretalogie ad Iside, di cui una in Ich-Stil.
Secondo Des Places, il prototipo di questa tipologia di inno sarebbe, forse, una stele dedicata a Iside, presente nel suo tempio di Memphis, di cui parlano Erodoto e Diodoro Siculo.(10)

### L'ipotesi di Longo
L'unico studioso ad aver confutato la tesi della natura aretalogica dei testi in onore di Iside è il Longo, secondo il quale i requisiti necessari per considerare un testo come tale sono molto più precisi:(11) l'autore, infatti, pur prendendo spunto da studi già editi, giunge alla conclusione che il termine ἀρεταί avrebbe, nell'età in cui è stato coniato il più generale aretalogia, un significato più ristretto. Infatti, poiché le uniche testimonianze che ci sono rimaste del suo uso provengono dall'età ellenistica, come anche quasi tutti i testi che i moderni riconoscono come tali, il Longo sostiene che si debba tener conto del valore della prima parte del composto in questa epoca. Egli, quindi, ritiene che si debba intendere con aretalogia un genere letterario volto a raccontare, proprio a livello divulgativo, i miracoli compiuti dagli dei.  
Nel novero delle iscrizioni del Longo compaiono gli Iamata in onore di Asclepio, riportate in gran numero, poiché molti sono i testi epigrafici che sono giunti da Epidauro, datate al IV secolo a.C. grosso modo, ma anche da Roma, dove, sull'Isola Tiberina, era presente un tempio dedicato a questo dio.

### Il Corpus de Prières Grecques et Romaines
Nel Corpus de Prières Grecques et Romaines,  gli autori indicano come definizione minima di aretalogie delle “litanie che enumerano le benedizioni della dea [Iside]”:  i benefici prodotti dalla dea non sono in alcun modo limitati, spaziando anche, ad esempio, al campo della natura.(12)

## Ipotesi sulle origini
Sembra possibile che, originariamente, le aretalogie fossero composizioni sacerdotali, create per mostrare ai fedeli la potenza degli dei ed i loro miracoli in un periodo, l'ellenismo, in cui la fiducia nei valori antichi della religione pubblica era scemata;(13) anche Sfameni-Gasparro ammette esplicitamente che le aretalogie non sono popolari ma dotte, di ispirazione sacerdotale.(14)  Esistono indubbiamente aretalogie di natura dotta, che mostrano incredibili somiglianze con l'inno a Iside di Apuleio, che probabilmente insistono su una medesima tradizione, dimostrata dall'identicità di molti epiteti rivolti a dee o dei diversi.(15)
Il carattere eminentemente sacerdotale di alcune aretalogie non è negabile: un esempio preminente è dato dalla litania isiaca del Papiro di Ossirinco. 
La formulazione di questo inno a divinità “universali” avviene attraverso modalità codificate, secondo Grandjean,  e secondo tutti gli autori che si sono occupati di aretalogie:  il fatto che molti testi, in particolare quelli isiaci, appaiano evidentemente simili a livello compositivo, permette di individuare strette similarità tra di loro. 
Le due ipotesi che hanno ricevuto il maggior numero di appoggi indicano una provenienza egiziana o greca di questo tipo di composizione.(16)